# Phân rã beta kép
Trong vật lý hạt nhân, phân rã beta kép là một loại phân rã phóng xạ, trong đó hai neutron đồng thời biến thành hai proton, hoặc ngược lại, bên trong hạt nhân nguyên tử. Như trong phân rã beta đơn, quá trình này giúp tỷ lệ proton và neutron tối ưu hơn. Kết quả của sự biến đổi này là hạt nhân phát ra hai hạt beta có thể phát hiện được, đó là các electron hoặc positron.
Tài liệu phân biệt giữa hai loại phân rã beta kép: phân rã beta kép thông thường và phân rã beta kép phi neutrino. Trong phân rã beta kép thông thường, đã được quan sát thấy ở một số đồng vị, hai electron và hai phản neutrino electron được phát ra từ hạt nhân đang phân rã. Trong phân rã beta kép phi neutrino, một quá trình giả định chưa bao giờ được quan sát thấy, sẽ chỉ có các electron được phát ra.

## Lịch sử
Ý tưởng về phân rã beta kép lần đầu tiên được đề xuất bởi Maria Goeppert-Mayer vào năm 1935. Năm 1937, Ettore Majorana chứng minh rằng tất cả các kết quả của lý thuyết phân rã beta không thay đổi nếu neutrino là phản hạt của chính nó, ngày nay được gọi là hạt Majorana. Năm 1939, Wendell H. Furry đề xuất rằng nếu neutrino là hạt Majorana, thì phân rã beta kép có thể xảy ra mà không phát ra bất kỳ neutrino nào, thông qua quá trình hiện được gọi là phân rã beta kép phi neutrino. Người ta vẫn chưa biết liệu neutrino có phải là hạt Majorana hay không, và liên quan đến việc liệu phân rã beta kép không có neutrino có tồn tại trong tự nhiên hay không.
Vào những năm 1930–1940, người ta không biết đến sự vi phạm tính chẵn lẻ (parity violation) trong tương tác yếu, và do đó, các tính toán cho thấy rằng phân rã beta kép không có neutrino sẽ có nhiều khả năng xảy ra hơn nhiều so với phân rã beta kép thông thường, nếu neutrino là hạt Majorana. Thời gian bán rã được dự đoán là vào khoảng 1015~1016 năm. Những nỗ lực để quan sát quá trình này trong phòng thí nghiệm có từ ít nhất là năm 1948 khi E.L. Fireman thực hiện nỗ lực đầu tiên để đo trực tiếp chu kỳ bán rã của đồng vị 124
Sn
 với bộ đếm Geiger–Müller. Các thí nghiệm đo phóng xạ trong khoảng năm 1960 cho kết quả âm tính (negative result) hoặc là dương tính giả (false positive result), không được xác nhận bởi các thí nghiệm sau này. Năm 1950, lần đầu tiên chu kỳ bán rã beta kép của 130
Te
 được đo bằng các phương pháp địa hóa là 1.4×1021 năm, khá gần với giá trị hiện đại. Điều này liên quan đến việc phát hiện nồng độ khoáng chất của xenon được tạo ra bởi sự phân rã.
Năm 1956, sau khi bản chất V–A của tương tác yếu được biết, rõ ràng là chu kỳ bán rã của phân rã beta kép phi neutrino sẽ vượt quá đáng kể so với phân rã beta kép thông thường. Mặc dù có những tiến bộ đáng kể trong các kỹ thuật thí nghiệm vào những năm 1960–1970, nhưng mãi đến những năm 1980 thì phân rã beta kép mới được quan sát thấy trong phòng thí nghiệm. Các thí nghiệm chỉ có thể thiết lập giới hạn dưới cho chu kỳ bán rã – khoảng 1021 năm. Đồng thời, các thí nghiệm địa hóa (geochemical experiment) đã phát hiện ra sự phân rã beta kép của 82
Se
 và 128
Te
.
Phân rã beta kép được quan sát lần đầu tiên trong phòng thí nghiệm vào năm 1987 bởi nhóm của Michael Moe tại UC Irvine ở 82
Se
. Kể từ đó, nhiều thí nghiệm đã quan sát thấy sự phân rã beta kép thông thường ở các đồng vị khác. Không có thí nghiệm nào trong số đó mang lại kết quả khả quan cho quá trình phân rã không có neutrino, nâng chu kỳ bán rã giới hạn dưới lên xấp xỉ 1025 năm. Các thí nghiệm địa hóa tiếp tục trong suốt những năm 1990, tạo ra kết quả khả quan đối với một số đồng vị. Phân rã beta kép là loại phân rã phóng xạ hiếm gặp nhất được biết đến; tính đến năm 2021, nó chỉ được quan sát thấy ở 14 đồng vị (bao gồm cả sự bắt giữ electron kép của đồng vị 130
Ba
 được quan sát vào năm 2001, 78
Kr
 được quan sát vào năm 2013 và 124
Xe
 được quan sát vào năm 2019), và tất cả đều có lifetime trung bình trên 1018 năm (bảng bên dưới).

## Phân rã beta kép thông thường
Trong một lần phân rã beta kép điển hình, hai neutron trong hạt nhân được chuyển đổi thành proton, và hai electron và hai phản neutrino electron được phát ra. Quá trình này có thể được coi là hai lần phân rã beta trừ đồng thời. Để có thể xảy ra phân rã beta (kép), hạt nhân cuối cùng phải có binding energy lớn hơn hạt nhân ban đầu. Đối với một số hạt nhân, chẳng hạn như germani-76, isobar cao hơn một số nguyên tử (arsenic-76) có binding energy nhỏ hơn nên không cho phép phân rã beta đơn. Tuy nhiên, isobar có số nguyên tử cao hơn hai, seleni-76, binding energy lớn hơn, do đó cho phép phân rã beta kép.
Phổ phát xạ của hai electron có thể được tính theo cách tương tự như phổ phát xạ beta bằng cách sử dụng quy tắc vàng Fermi. Tỷ lệ chênh lệch được đưa ra bởi công thức:
{\displaystyle {\frac {dN(T_{1},T_{2},\cos \theta )}{dT_{1}dT_{2}d\cos \theta }}=F(Z,T_{1})F(Z,T_{2})w_{1}p_{1}w_{2}p_{2}(Q-T_{1}-T_{2})^{5}(1-v_{1}v_{2}\cos \theta )}
Trong đó các chỉ số đề cập đến từng electron, T là động năng, w là năng lượng toàn phần, F(Z, T) là hàm Fermi với Z là điện tích của hạt nhân ở trạng thái cuối cùng, p là động lượng, v là vận tốc tính bằng đơn vị c, {\displaystyle \cos \theta } là góc giữa các electron và Q là giá trị Q của sự phân rã.
Đối với một số hạt nhân, quá trình xảy ra như sự biến đổi hai proton thành hai neutron, phát ra hai neutrino electron và bắt giữ hai electron quỹ đạo (bắt giữ electron kép). Nếu chênh lệch khối lượng giữa nguyên tử mẹ và nguyên tử con lớn hơn 1.022 MeV/c2 (khối lượng hai electron), thì có thể xảy ra một phân rã khác, bắt giữ một electron quỹ đạo và phát ra một positron. Khi chênh lệch khối lượng lớn hơn 2.044 MeV/c2 (bốn khối lượng electron), có thể phát ra hai positron. Những nhánh phân rã lý thuyết này đã không được quan sát.

### Các đồng vị phân rã beta kép đã biết
Có 35 đồng vị tự nhiên có khả năng phân rã beta kép. Trong thực tế, sự phân rã có thể quan sát được khi sự phân rã beta đơn bị "cấm" bởi sự bảo toàn năng lượng. Điều này xảy ra đối với các nguyên tố có số nguyên tử chẵn và số neutron chẵn, ổn định hơn do liên kết spin. Khi phân rã beta đơn hoặc phân rã alpha cũng xảy ra, tốc độ phân rã beta kép thường quá thấp để có thể quan sát được. Tuy nhiên, sự phân rã beta kép của 238
U
 (cũng là một bộ phát alpha) đã được đo phóng xạ. Hai hạt nhân đã xảy ra phân rã beta kép khác đã được quan sát thấy, 48
Ca
 và 96
Zr
, về mặt lý thuyết cũng có thể xảy ra phân rã beta đơn, nhưng sự phân rã này cực kỳ khó xảy ra và chưa bao giờ được quan sát thấy.
14 đồng vị đã được quan sát bằng thực nghiệm trải qua quá trình phân rã beta kép hai neutrino (β–β–) hoặc bắt giữ electron kép (εε). Bảng bên dưới gồm các hạt nhân có chu kỳ bán rã đo được bằng thực nghiệm mới nhất, tính đến tháng 12 năm 2016, ngoại trừ 124Xe (lần đầu tiên quan sát thấy sự bắt giữ electron kép vào năm 2019).
| Nuclide | Chu kỳ bán rã, 1021 năm                  | Phương thức phân rã | Chuyển tiếp | Phương pháp   | Thí nghiệm        |
| ------- | ---------------------------------------- | ------------------- | ----------- | ------------- | ----------------- |
| 48 Ca   | 0,064+0,007 −0,006 ± +0,012 −0,009       | β–β–                |             | trực tiếp     | NEMO-3            |
| 76 Ge   | 1.926 ± 0.094                            | β–β–                |             | trực tiếp     | GERDA             |
| 78 Kr   | 9,2 +5,5 −2,6 ± 1,3                      | εε                  |             | trực tiếp     | BAKSAN            |
| 82 Se   | 0,096 ± 0,003 ± 0,010                    | β–β–                |             | trực tiếp     | NEMO-3            |
| 96 Zr   | 0,0235 ± 0,0014 ± 0,0016                 | β–β–                |             | trực tiếp     | NEMO-3            |
| 100 Mo  | 0,00693 ± 0,00004                        | β–β–                |             | trực tiếp     | NEMO-3            |
| 100 Mo  | 0,69+0,10 −0,08 ± 0,07                   | β–β–                | 0+→ 0+1     | trực tiếp     | Ge coincidence    |
| 116 Cd  | 0,028 ± 0,001 ± 0,003 0,026+0l009 −0,005 | β–β–                |             | trực tiếp     | NEMO-3 ELEGANT IV |
| 128 Te  | 7200 ± 400 1800 ± 700                    | β–β–                |             | địa hóa       | [ 11 ]            |
| 130 Te  | 0,82 ± 0,02 ± 0,06                       | β–β–                |             | trực tiếp     | CUORE-0           |
| 124 Xe  | 18 ± 5 ± 1                               | εε                  |             | trực tiếp     | XENON1T           |
| 136 Xe  | 2,165 ± 0,016 ± 0,059                    | β–β–                |             | trực tiếp     | EXO-200           |
| 130 Ba  | (0,5 – 2,7)                              | εε                  |             | địa hóa       | [ 15 ] [ 16 ]     |
| 150 Nd  | 0,00911+0,00025 −0,00022 ± 0,00063       | β–β–                |             | trực tiếp     | NEMO-3            |
| 150 Nd  | 0,107+0,046 −0,026                       | β–β–                | 0+→ 0+1     | trực tiếp     | Ge coincidence    |
| 238 U   | 2,0 ± 0,6                                | β–β–                |             | chất phóng xạ | [ 11 ]            |

Việc tìm kiếm phân rã beta kép trong các đồng vị đưa ra những thách thức thực nghiệm lớn hơn đáng kể. Một đồng vị như vậy là 134
Xe
.
Các hạt nhân ổn định beta (beta-stable) (hoặc gần như ổn định beta) đã biết sau đây với A ≤ 260, về mặt lý thuyết có khả năng phân rã beta kép, trong đó màu đỏ là đồng vị có tốc độ phân rã beta kép được đo bằng thực nghiệm và màu đen là vẫn chưa được đo bằng thực nghiệm: 46Ca, 48Ca, 70Zn, 76Ge, 80Se, 82Se, 86Kr, 94Zr, 96Zr, 98Mo, 100Mo, 104Ru, 110Pd, 114Cd, 116Cd, 122Sn, 124Sn, 128Te, 130Te, 134Xe, 136Xe, 142Ce, 146Nd, 148Nd, 150Nd, 154Sm, 160Gd, 170Er, 176Yb, 186W, 192Os, 198Pt, 204Hg, 216Po, 220Rn, 222Rn, 226Ra, 232Th, 238U, 244Pu, 248Cm, 254Cf, 256Cf, và 260Fm.
Các hạt nhân ổn định beta (hoặc gần như ổn định beta) đã biết sau đây với A ≤ 260, về mặt lý thuyết có khả năng bắt giữ electron kép, trong đó màu đỏ là các đồng vị có tốc độ bắt giữ electron kép được đo đạc và màu đen là vẫn chưa được đo bằng thực nghiệm: 36Ar, 40Ca, 50Cr, 54Fe, 58Ni, 64Zn, 74Se, 78Kr, 84Sr, 92Mo, 96Ru, 102Pd, 106Cd, 108Cd, 112Sn, 120Te, 124Xe, 126Xe, 130Ba, 132Ba, 136Ce, 138Ce, 144Sm, 148Gd, 150Gd, 152Gd, 154Dy, 156Dy, 158Dy, 162Er, 164Er, 168Yb, 174Hf, 180W, 184Os, 190Pt, 196Hg, 212Rn, 214Rn, 218Ra, 224Th, 230U, 236Pu, 242Cm, 252Fm, và 258No.

## Phân rã beta kép phi neutrino

Sơ đồ Feynman về phân rã beta kép phi neutrino, với hai neutron phân rã thành hai proton. Sản phẩm phát ra duy nhất trong quá trình này là hai electron, có thể xảy ra nếu neutrino và phản neutrino là cùng một hạt (tức là neutrino Majorana) nên cùng một neutrino có thể được phát ra và hấp thụ bên trong hạt nhân. Trong phân rã beta kép thông thường, hai phản neutrino—một phát sinh từ mỗi đỉnh W—được phát ra từ hạt nhân, bên cạnh hai electron. Do đó, việc phát hiện ra phân rã beta kép phi neutrino có thể giúp biết được liệu neutrino có phải là hạt Majorana hay không.

Nếu neutrino là một hạt Majorana (nghĩa là phản neutrino và neutrino thực ra là cùng một hạt), và ít nhất một loại neutrino có khối lượng khác không (đã được thiết lập bởi các thí nghiệm dao động neutrino), thì phân rã beta kép phi neutrino có thể xảy ra. Phân rã beta kép phi neutrino là một quá trình vi phạm số lepton. Trong cách xử lý lý thuyết (theoretical treatment) đơn giản nhất, được gọi là light neutrino exchange, một nucleon hấp thụ neutrino do một nucleon khác phát ra. Các neutrino trao đổi là các hạt ảo.
Chỉ với hai electron ở trạng thái cuối cùng, tổng động năng của các electron sẽ xấp xỉ bằng hiệu năng lượng liên kết của hạt nhân ban đầu và hạt nhân cuối cùng, với nuclear recoil chiếm phần còn lại. Do sự bảo toàn động lượng, các electron thường được phát xạ back-to-back. Tốc độ phân rã cho quá trình này được đưa ra bởi:
{\displaystyle \Gamma =G|M|^{2}|m_{\beta \beta }|^{2},}
Trong đó: G là hệ số không gian pha hai vật thể, M là phần tử ma trận hạt nhân (nuclear matrix element) và mββ là khối lượng Majorana hiệu dụng của neutrino electron. Trong bối cảnh light Majorana neutrino exchange, mββ được cho bởi:
{\displaystyle m_{\beta \beta }=\sum _{i=1}^{3}m_{i}U_{ei}^{2},}
Trong đó: mi là khối lượng neutrino và Uei là các phần tử của ma trận Pontecorvo–Maki–Nakagawa–Sakata (PMNS). Do đó, quan sát phân rã beta kép phi neutrino, ngoài việc xác nhận bản chất của neutrino Majorana, còn có thể cung cấp thông tin về thang khối lượng neutrino tuyệt đối và các pha Majorana trong ma trận PMNS, tùy thuộc vào việc giải thích thông qua các mô hình lý thuyết của hạt nhân, xác định các phần tử của ma trận hạt nhân, và các mô hình của sự phân rã.
Việc quan sát phân rã beta kép phi neutrino sẽ yêu cầu ít nhất một neutrino là hạt Majorana, bất kể quá trình có được tạo ra bởi sự trao đổi neutrino hay không.

### Thí nghiệm
Nhiều thí nghiệm đã tìm kiếm sự phân rã beta kép phi neutrino. Các thí nghiệm hoạt động tốt nhất có khối lượng đồng vị đang phân rã cao và nền thấp, với một số thí nghiệm có thể thực hiện phân biệt hạt và theo dõi electron. Để loại bỏ phông nền khỏi các tia vũ trụ, hầu hết các thí nghiệm đều được đặt trong các phòng thí nghiệm dưới lòng đất trên khắp thế giới.
Các thí nghiệm gần đây và được đề xuất bao gồm:
- Thí nghiệm đã hoàn thành:
  - TPC Gotthard.
  - Heidelberg-Moscow, máy dò 76Ge (1997–2001).[21]
  - NEMO, các đồng vị khác nhau sử dụng máy đo nhiệt lượng theo dõi (2003–2011).
  - Cuoricino, 130Te trong tinh thể TeO2 siêu lạnh (2003–2008).[22]
- Thí nghiệm lấy số liệu tính đến tháng 11 năm 2017:
  - COBRA, 116Cd trong tinh thể CdZnTe ở nhiệt độ phòng.
  - CUORE, 130Te trong tinh thể TeO2 cực lạnh.
  - EXO, tìm kiếm 136Xe và 134Xe.
  - GERDA, máy dò 76Ge.
  - KamLAND-Zen, tìm kiếm 136Xe. Thu thập dữ liệu từ năm 2011.[22]
  - Majorana, sử dụng máy dò tiếp xúc điểm loại p 76Ge có độ tinh khiết cao.[23]
  - XMASS sử dụng xenon lỏng.
- Các thử nghiệm được đề xuất trong tương lai:
  - CUPID, phân rã beta kép phi neutrino của 100Mo.
  - CANDLES, 48Ca trong CaF2, tại Đài thiên văn Kamioka.
  - MOON, phán triển máy dò 100Mo.
  - AMoRE, tinh thể CaMoO4 được làm giàu 100Mo tại phòng thí nghiệm dưới lòng đất YangYang.[24]
  - nEXO, sử dụng chất lỏng 136Xe trong buồng chiếu thời gian.[25]
  - LEGEND, sự phân rã beta kép phi neutrino của 76Ge.
  - LUMINEU, khám phá các tinh thể ZnMoO4 được làm giàu 100Mo tại LSM, Pháp.
  - NEXT, một Xenon TPC. NEXT-DEMO đã chạy và NEXT-100 sẽ chạy vào năm 2016.
  - SNO+, một scintillator lỏng, sẽ nghiên cứu 130Te.
  - SuperNEMO, một bản nâng cấp của NEMO, sẽ nghiên cứu 82Se.
  - TIN.TIN, một máy dò 124Sn detector tại INO.
  - PandaX-III, một thử nghiệm với 200 kg đến 1000 kg được làm giàu 90% 136Xe.
  - DUNE, một TPC chứa đầy argon lỏng pha tạp 136Xe.

### Trạng thái
Trong khi một số thí nghiệm tuyên bố đã phát hiện ra sự phân rã beta kép phi neutrino, các nghiên cứu hiện đại không tìm thấy bằng chứng nào về sự phân rã đó.

#### Tranh cãi Heidelberg–Moscow
Một số thành viên của nhóm hợp tác Heidelberg–Moscow đã tuyên bố phát hiện ra sự phân rã beta phi neutrino ở 76Ge vào năm 2001. Tuyên bố này đã bị chỉ trích bởi các nhà vật lý khác cũng như các thành viên khác của nhóm hợp tác. Năm 2006, một ước tính của cùng các tác giả cho biết thời gian bán rã là 2,3×1025 năm. Chu kỳ bán rã này đã bị các thí nghiệm khác với độ tin cậy cao bác bỏ, bao gồm cả thí nghiệm 76Ge của GERDA.

#### Kết quả hiện tại
Kể từ năm 2017, các giới hạn mạnh nhất đối với phân rã beta kép phi neutrino đến từ GERDA ở 76Ge, CUORE ở 130Te, và EXO-200 và KamLAND-Zen ở 136Xe.

## Phân rã beta đồng thời bậc cao
Đối với các số khối có nhiều hơn 2 isobar ổn định beta, phân rã beta tứ bội (quadruple beta decay) và bắt giữ electron tứ bội (quadruple electron capture) đã được đề xuất như là lựa chọn thay thế cho phân rã beta kép trong các đồng vị có mức năng lượng dư thừa lớn nhất. Những phân rã này có thể xảy ra về mặt năng lượng trong 8 hạt nhân, mặc dù partial half-life so với phân rã beta đơn hoặc kép được dự đoán là rất dài; do đó, không thể quan sát thấy phân rã beta tứ bội. 8 hạt nhân triển vọng nhất cho phân rã beta tứ bội bao gồm 96Zr, 136Xe, và 150Nd có khả năng phân rã beta trừ tứ bội và 124Xe, 130Ba, 148Gd, và 154Dy có khả năng phân rã beta cộng tứ bội hoặc bắt giữ electron tứ bội. Về lý thuyết, phân rã beta tứ bội có thể quan sát được bằng thực nghiệm ở 3 trong số các hạt nhân này, với hạt nhân triển vọng nhất là 150Nd. Phân rã beta tam bội (triple beta decay) cũng có thể xảy ra đối với 48Ca, 96Zr, và 150Nd.
Hơn nữa, phương thức phân rã như vậy cũng có thể không có neutrino trong vật lý ngoài Mô hình Chuẩn. Phân rã beta tứ bội phi neutrino sẽ vi phạm số lepton trong 4 đơn vị, trái ngược với số lepton vượt quá 2 đơn vị trong trường hợp phân rã beta kép phi neutrino. Do đó, không có 'định lý hộp đen' và neutrino có thể là hạt Dirac trong khi vẫn cho phép các loại quá trình này. Đặc biệt, nếu phân rã beta tứ bội phi neutrino được tìm thấy trước phân rã beta kép phi neutrino thì người ta kỳ vọng rằng neutrino sẽ là hạt Dirac.
Cho đến nay, các tìm kiếm về phân rã beta tam và tứ bội trong 150Nd vẫn không thành công.